# Душанов мост
Душанов мост (називан и Камени мост) у Скопљу је мост преко реке Вардар који повезује стари и нови део Скопља, главног града Северне Македоније, и једна је од значајних грађевина историјског значења.
Постоје две групе извора информација везане за време изградње моста. Према једној мост је изграђен у 6. веку за време империје Јустинијана I а дограђиван непосредно пре крунисања цара Душана у тврђави Кале. Према другој верзији мост је изграђен за време султана Мехмеда II Освајача, у периоду између 1451. и 1459.

## Галерија
- Мост из разгледнице 1909.
- Тодор Швракић - Мост цара Душана на Вардар, 1919.
- Мост данас